# Ivan Osiier
Ivan Joseph Martin Osiier (Kopenhagen, 16 december 1888 – aldaar, 23 september 1965) was een Deens schermer die actief was in alle wapencategorieën. 
Osiier begon zijn sportieve carrière als roeier maar koos uiteindelijk voor het schermen. In deze sport nam hij tijdens de Olympische Zomerspelen 1908 deel in zowel het individuele als het team-evenement van de degen. Hij zou uiteindelijk deelnemen aan alle edities van de Olympische Zomerspelen tot en met 1948, met uitzondering van die van 1936 te Berlijn als boycot tegen de nazi's. Zijn beste prestatie op de Spelen is een zilveren medaille in het individuele degen op de Olympische Zomerspelen 1912. 
Verdeeld over de drie wapencategorieën werd Osiier in totaal 25 maal Deens kampioen. Hij was de man van Ellen Osiier, die olympisch kampioene werd in 1924. 

## Palmares
- Olympische Spelen
  - 1908, 1912, 1932: 5e - degen team
  - 1912:  - degen individueel
  - 1920, 1932: 4e - floret team
  - 1932: 5e - sabel team